# Wapno (Grande-Pologne)
Wapno est un village de Pologne, situé dans la voïvodie de Grande-Pologne. Il est le chef-lieu de la gmina de Wapno, dans le powiat de Wągrowiec.
Il se situe à 25 kilomètres au nord-est de Wągrowiec (siège du powiat) et à 83 kilomètres au nord-est de Poznań (capitale régionale).

## Géographie
En plein cœur d'une région agricole, Wapno se situe à la frontière de la voïvodie de Grande-Pologne et celle de Cujavie-Poméranie.

## Histoire
De 1793 à 1919, Wapno fait partie de l'arrondissement de Wongrowitz dans le district de Bromberg de la province de Posnanie
Une mine de sel a été construite entre 1911 et 1917. Elle a été inondée en 1977 à la suite d'une catastrophe naturelle. Par la suite, plusieurs habitations se sont écroulées.

De 1975 à 1998, Wapno faisait partie du territoire de la voïvodie de Piła.